# Кьода Томокі
Кьода Томокі (яп. 京田 知己) - японський режисер та аніматор.
Кьода мріяв стати режисером мультфільмів з дитинства. Як помічник режисера він брав участь в фільмуванні серіалу «RahXephon» і його першою роботою став аніме-фільм «Rahxephon: Pluralitas Concentio».

## Деякі роботи
- Kyoro-chan
- The Daichis - Earth Defence Family (Chikyōbōei kazoku) (2001) — дизайн меха ти створінь, постановка, візуальний ряд.
- RahXephon (2002) — помічник режисера, режисер серій, постановка, візуальний ряд.
- RahXephon: Pluralitas Concentio (2003) — режисер, композиція, сценарій, візуальний ряд.
- Fullmetal Alchemist (2003) — візуальний ряд
- Kenran Butohsai: The Mars Daybreak (2004) — режисер, візуальний ряд
- Eureka Seven (2005) — режисер
- Ouran High School Host Club (2006) — режисер серій
- Ayakashi Ayashi (2006) — режисер
- Rebuild of Evangelion (2007) - сценарій
- Guardian of the Sacred Spirit (2007) - режисер, сценарій
- Darker than Black (2007) - сценарій